# أيمن الحريري
أيمن رفيق الحريري (1979 -)، ابن رئيس وزراء لبنان الأسبق رفيق الحريري من زوجته نازك الحريري وأخ رئيس وزراء لبنان سعد الدين الحريري. يحتل رقم 22 من بين أغنياء العرب ضمن قائمة مجلة فوربس لعام 2010. أدار مع شقيقه سعد شركة سعودي أوجيه. وهو مؤسس مشارك والمدير التنفيذي لموقع التواصل الاجتماعي فيرو الذي مقره نيويورك.

## حياته الأسرية
متزوج من سيرين صلاح الدين البيطار، ولديهما ابن سميّ رفيق على اسم والده رفيق الحريري.